# 作新学院高校硬式野球部わいせつ事件
作新学院高校硬式野球部わいせつ事件（さくしんがくいんこうこうこうしきやきゅうぶわいせつじけん）とは、
1. 1958年（昭和33年）に作新学院高等部[注釈 1]の硬式野球部員で18歳の少年2人が18歳の女性に対し強姦をはたらいた事件
2. 2012年（平成24年）に作新学院高等学校の硬式野球部員で17歳の少年が4人の女性に強姦や強盗をはたらいた事件

である。本項ではそれぞれの事件について記述する。特記なき場合は学校名を「作新学院」と略記する。
なお、これらの事件はいずれも、作新学院高校硬式野球部員が起こした不祥事であり、同校の強豪部である軟式野球部および軟式野球部員とは一切無関係である。

## 1958年の事件

### 概要

#### 背景
この年の作新学院硬式野球部は、初出場となる第40回全国高等学校野球選手権大会に出場を果たし、ベスト4進出を果たした。また第13回国民体育大会の高等学校野球競技に出場し、高松商業高等学校とともに優勝した（日程切れのため、準決勝に勝利した2校が優勝扱い）。11月には第11回秋季関東地区高等学校野球大会に栃木県代表として出場し、6日の決勝戦で山梨県代表の石和を破り優勝した。

#### 犯行の内容
1958年（昭和33年）11月6日（関東大会の決勝戦が行われた日である）午後7時ごろ、当時作新学院硬式野球部員であった大田原市と西那須野町在住の18歳の少年が、宇都宮市内の映画館で知り合った18歳の女性を八幡山公園内の蒲生神社裏に連れ出して輪姦した。

#### 犯行後
同年11月11日、宇都宮警察署は少年2人を婦女暴行の疑いで補導した。11月22日、栃木県高野連は理事会を開き、その席上で作新学院の船田総務部長は「たとえ春の選抜野球や学生野球協会結成記念大会への出場を推薦されても辞退する」と発言し、理事会はこれを了承した。また県高野連としても責任を取る形で、県下全加盟校の前記2大会への推薦を遠慮することを決定した。
1959年（昭和34年）1月31日、日本学生野球協会審査室委員会（天野貞祐会長）でこの事件に関して審議が行われ、作新学院硬式野球部に対して11月30日までの対外試合禁止を決定し、2月4日に日本高野連から発表された。また社会人野球協会と大学野球連盟に対し、犯行に及んだ2人の選手が将来社会人野球や大学野球へ進んだ場合、その期間の出場停止への協力依頼を申し入れた。同年11月30日、高野連中澤良夫会長名で出された処分解除が、翌12月1日付で栃木県高野連へ通知された。

## 2012年の事件

### 概要

#### 犯行の内容
2012年（平成24年）7月15日午前6時頃、作新学院2年生で17歳の硬式野球部員であった少年が、宇都宮市で歩いていた17歳の女性に金品を要求し、近くの住宅の植え込みに押し倒し乱暴して負傷させた。
この少年が所属していた作新学院硬式野球部は、第94回全国高等学校野球選手権大会に出場していた。同年8月9日に同大会の1回戦に勝利し、翌8月10日朝にバスで学校に戻り解散した。その解散直後に硬式野球部員であった高校生が、雑木林を通行していた16歳の少女を強姦し負傷させた上、現金を奪い取った。さらにこの少年は、これら2件の事件以外に、もう2件同様の犯行を行っていた。

#### 逮捕
この少年は8月17日に、8月9日の件で宇都宮中央警察署に逮捕された。同日にこの件が作新学院から高校野球大会本部に報告される。大会本部は類似事件が起きたが出場を認めた前例があったことから、引き続き作新学院の出場を認めた。この生徒は8月21日に自主退学し、9月6日に7月15日の件で再逮捕された。遺留物のDNA型鑑定からこの少年が特定されていた。
この事件を受け、作新学院硬式野球部はすでに決まっていた第67回国民体育大会への出場を辞退した。代わって仙台育英学園高等学校が繰り上げ出場することになった。
この少年は、9月27日に宇都宮地方検察庁から宇都宮家庭裁判所に送致されたが、宇都宮家裁は10月22日にこの元生徒を宇都宮地検に逆送した。理由は事件は悪質で重大であり、かつ反省は深まっていないことから。他の2件でも追送致した。

#### 裁判
2013年（平成25年）12月9日、宇都宮地方裁判所でこの事件の初公判が開かれた。同年12月18日、懲役5年以上10年以下の不定期刑の有罪判決が下された。

### 影響
少年の逮捕から2日後の8月19日、第94回全国高等学校野球選手権大会3回戦の作新学院と仙台育英学園高等学校の試合が行われている最中である9時20分頃、福岡県水巻町梅ノ木団地在住の40歳会社員が阪神甲子園球場に電話をかけ「アルプス（スタンド）に血が流れるぞ」と脅迫した。兵庫県警甲子園署は8月21日、球場の業務を妨害したとして威力業務妨害の疑いで会社員を逮捕した。会社員は犯行の動機として「高野連が、（野球部員が）強盗事件を起こした（作新学院）高校を出場停止にせず納得がいかなかった」と話し、容疑を認めた。